# Peça de artilharia

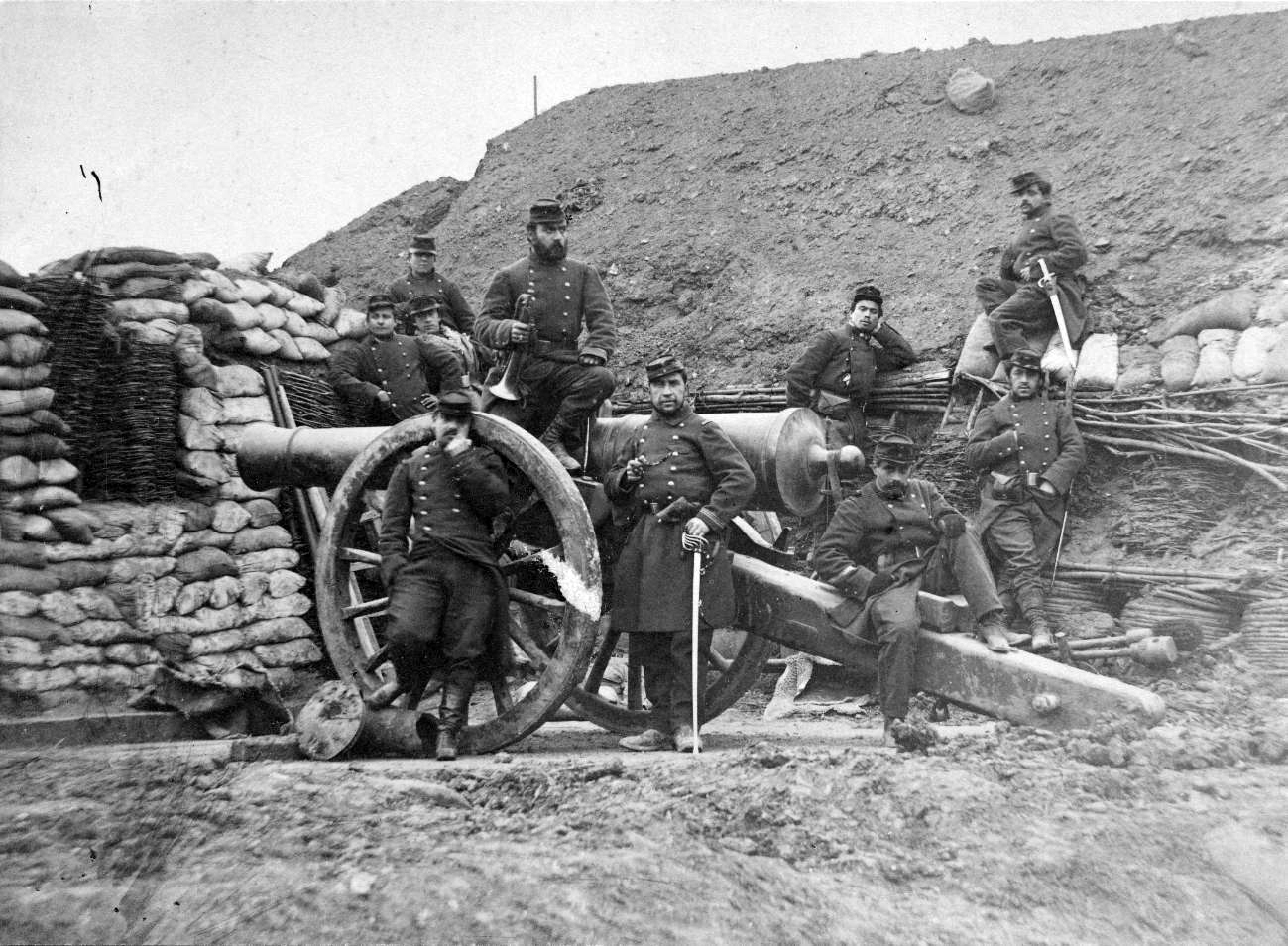
Um canhão de artilharia francês durante a Guerra franco-prussiana.

Uma peça de artilharia ou simplesmente peça é um tipo de boca de fogo destinada ao disparo de projéteis em tiro tenso. Distingue-se dos obuses e morteiros em virtude destes se destinarem a disparar projéteis em tiro curvo.
Hoje em dia, o termo "peça de artilharia" é ocasionalmente usado como designação genérica de todos os tipos de bocas de fogo. O termo é também usado frequentemente como sinónimo de "canhão", quer com um significado restrito de boca de fogo de tiro tenso, quer com um significado lato de qualquer boca de fogo.